# نهر الجور

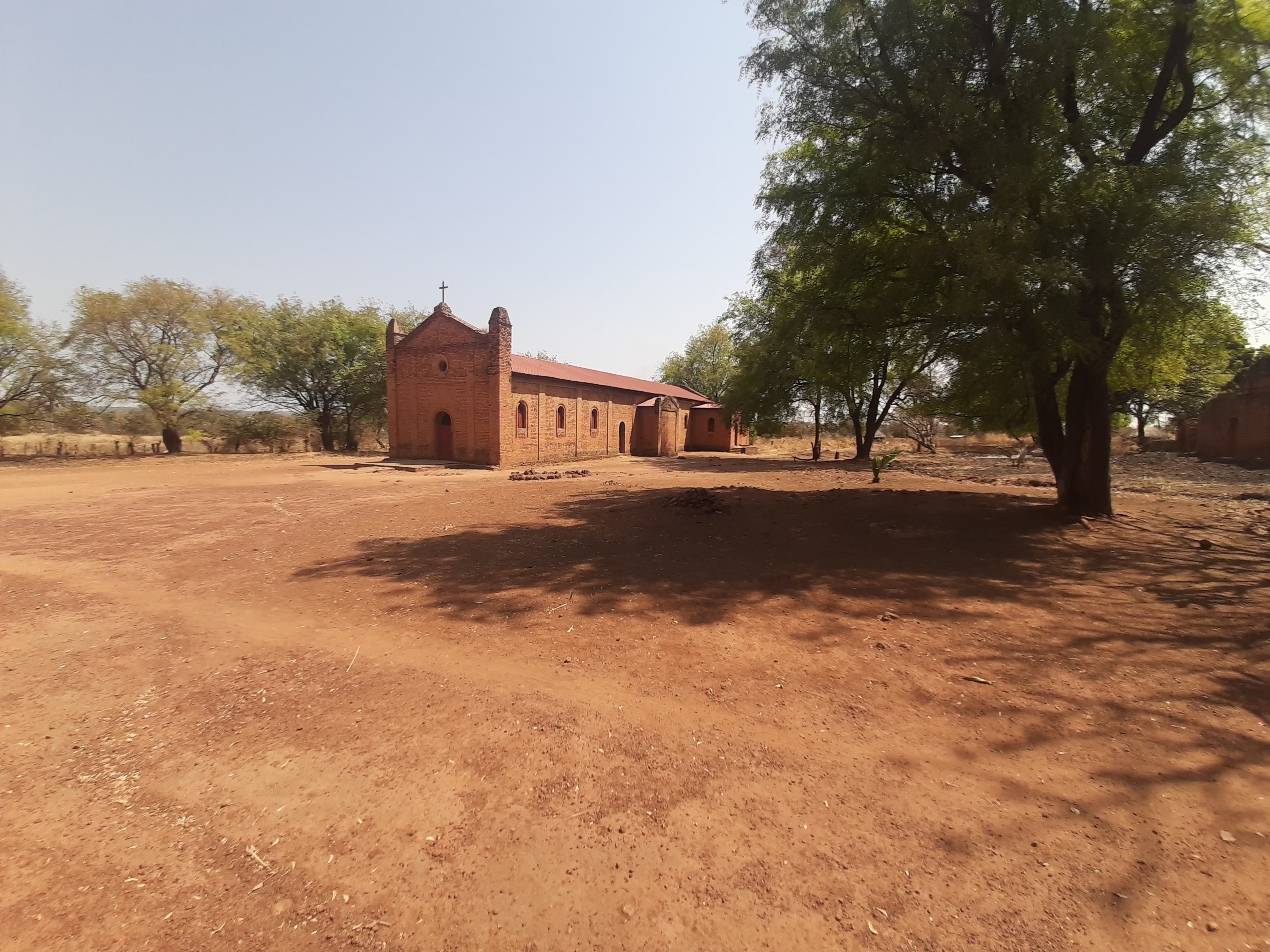
كنيسة في مبيلي إحدى قرى مقاطعة نهر جور

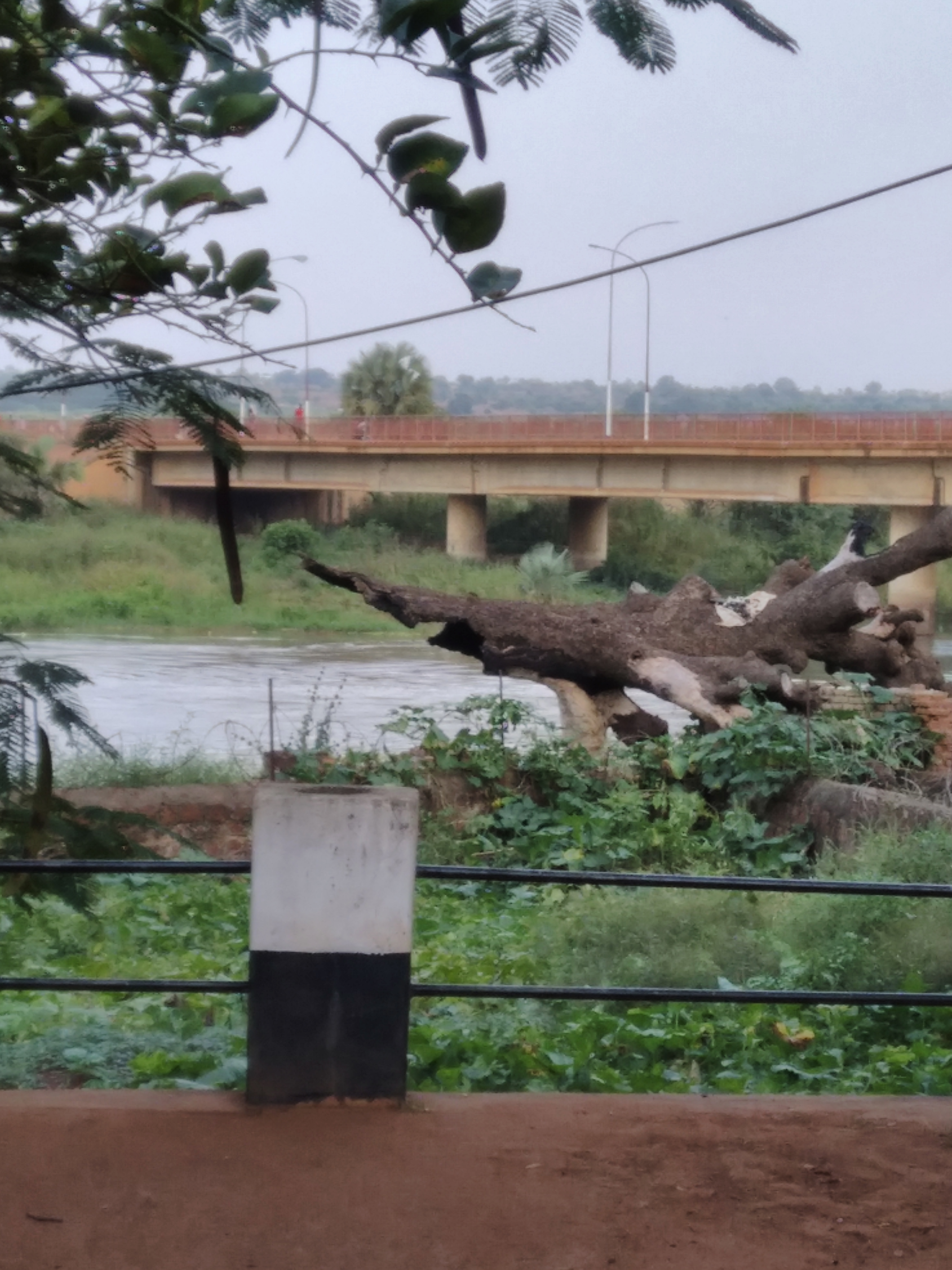
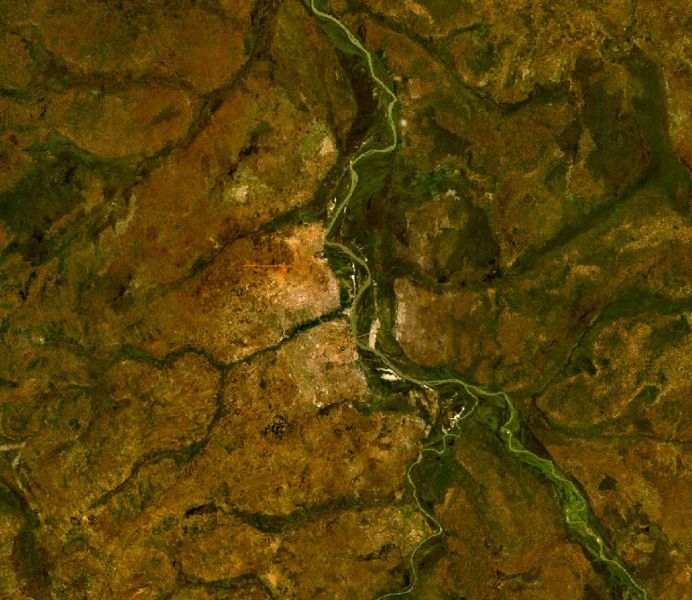
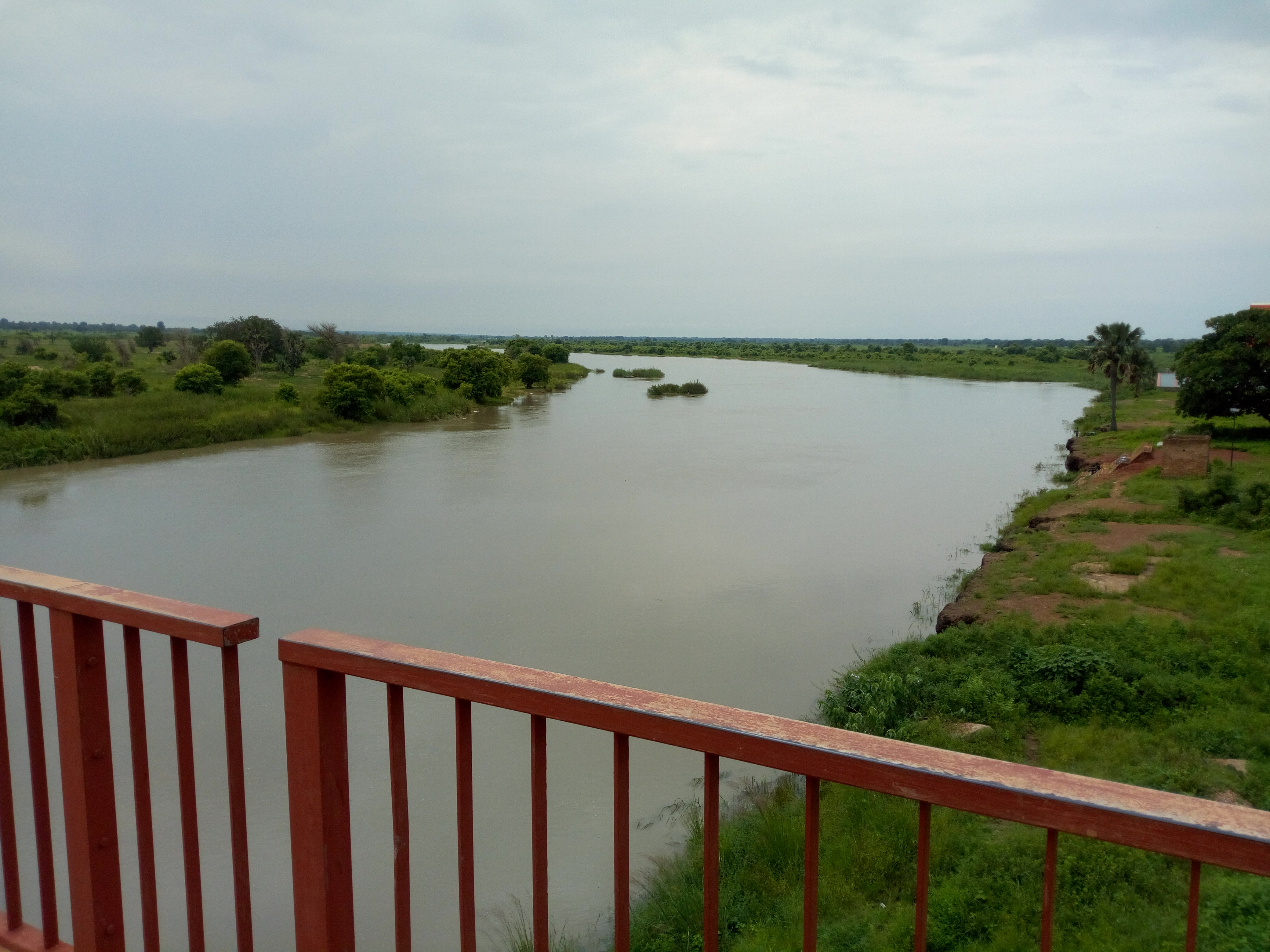
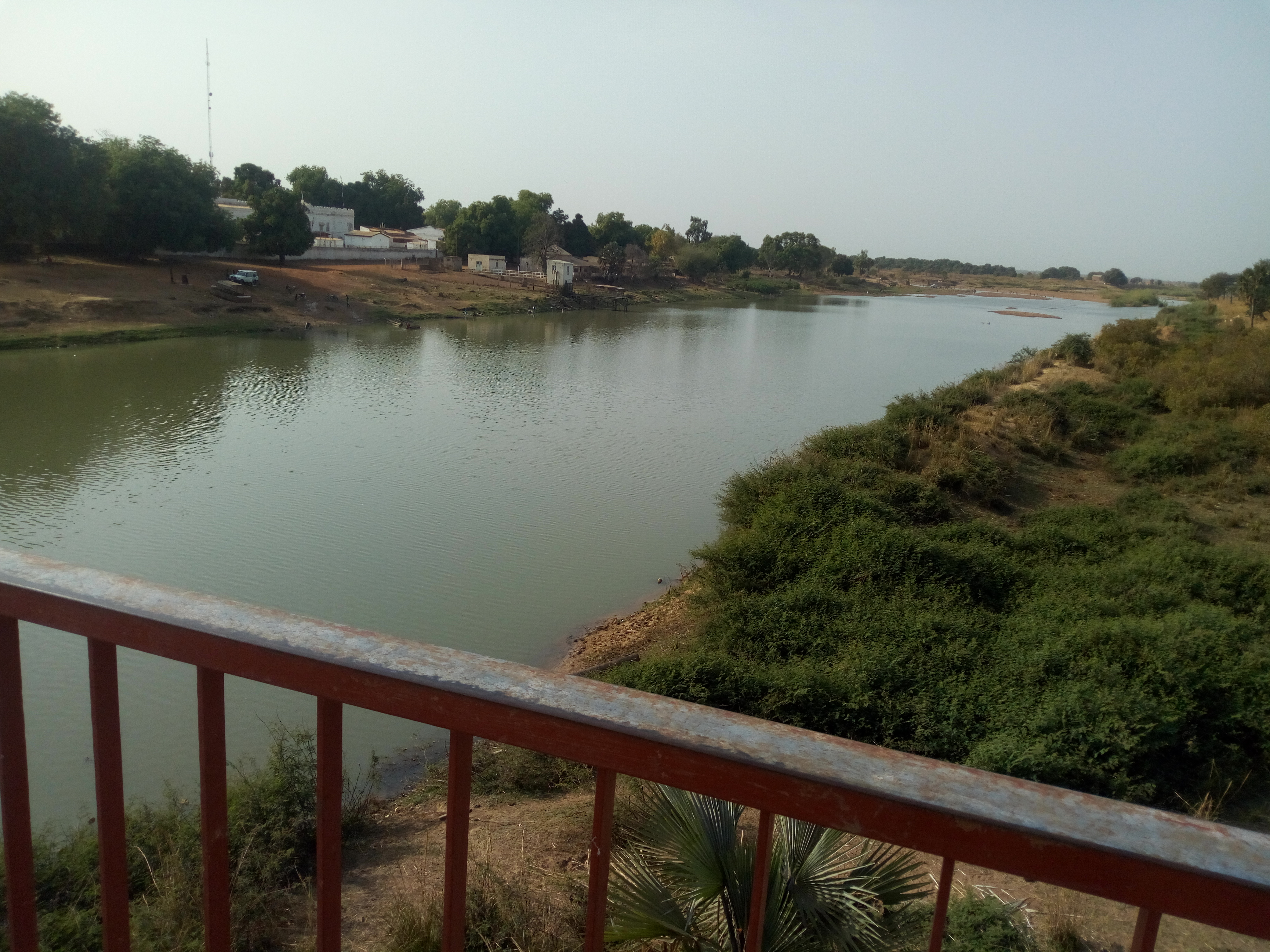
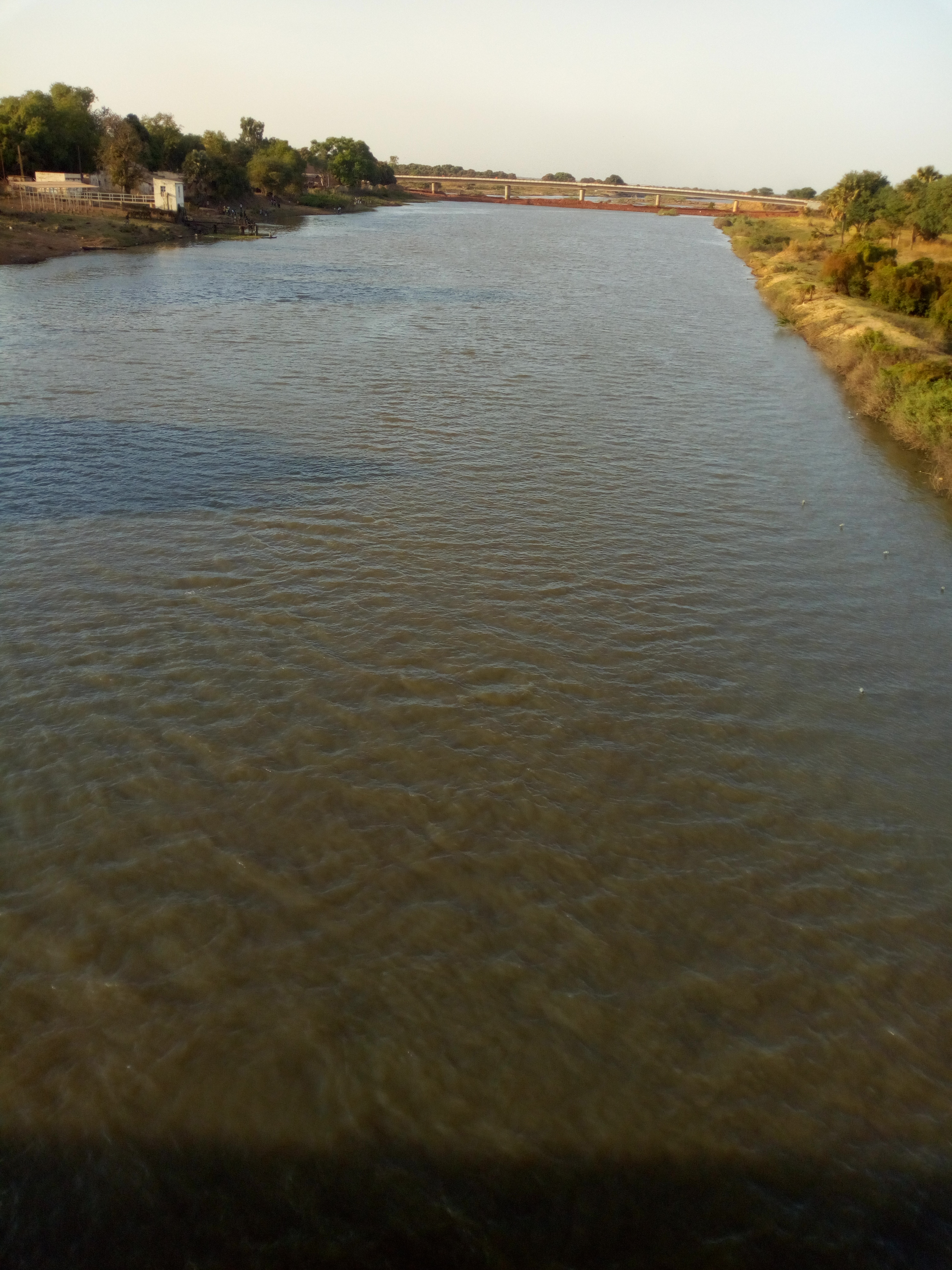
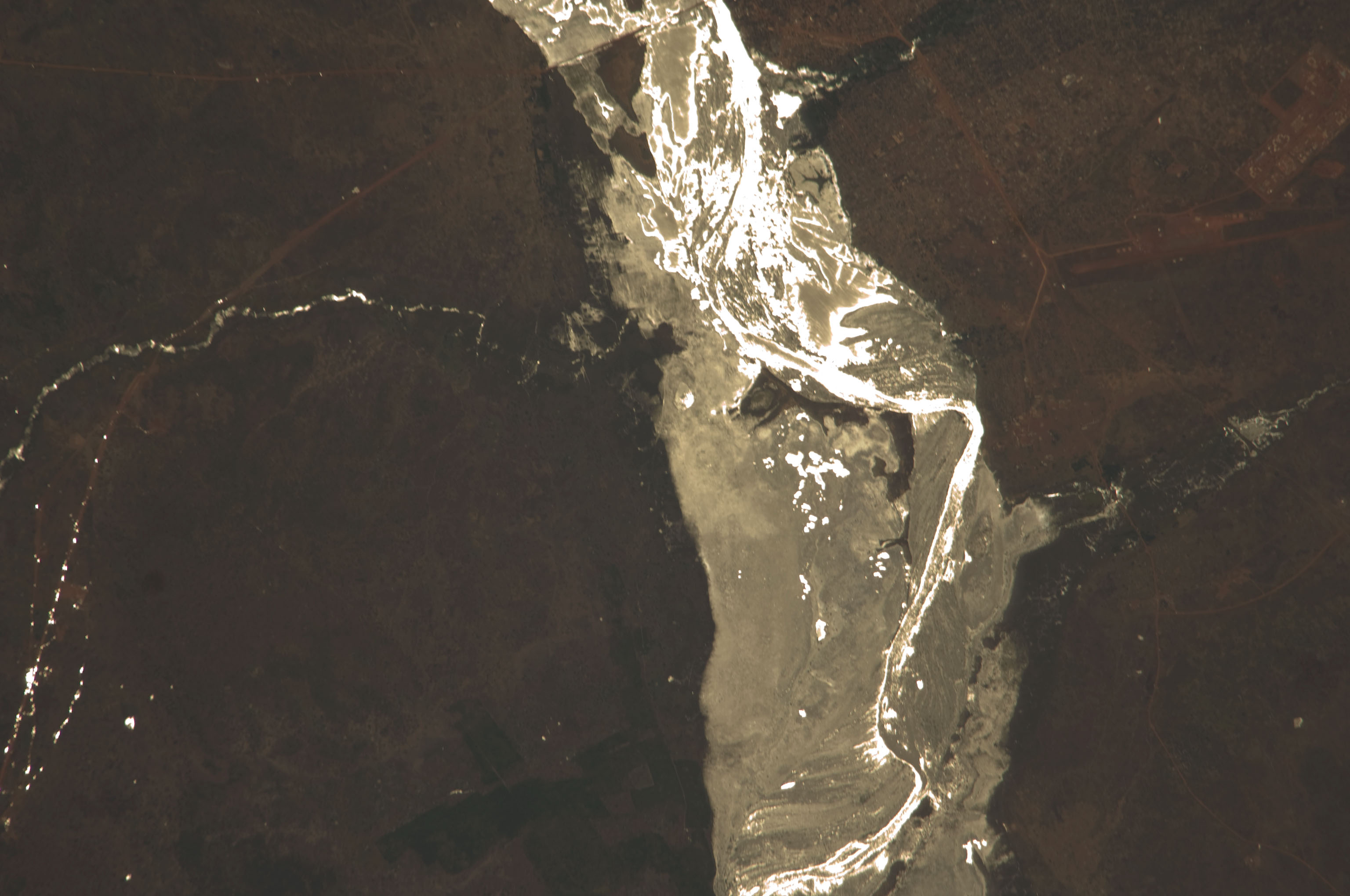
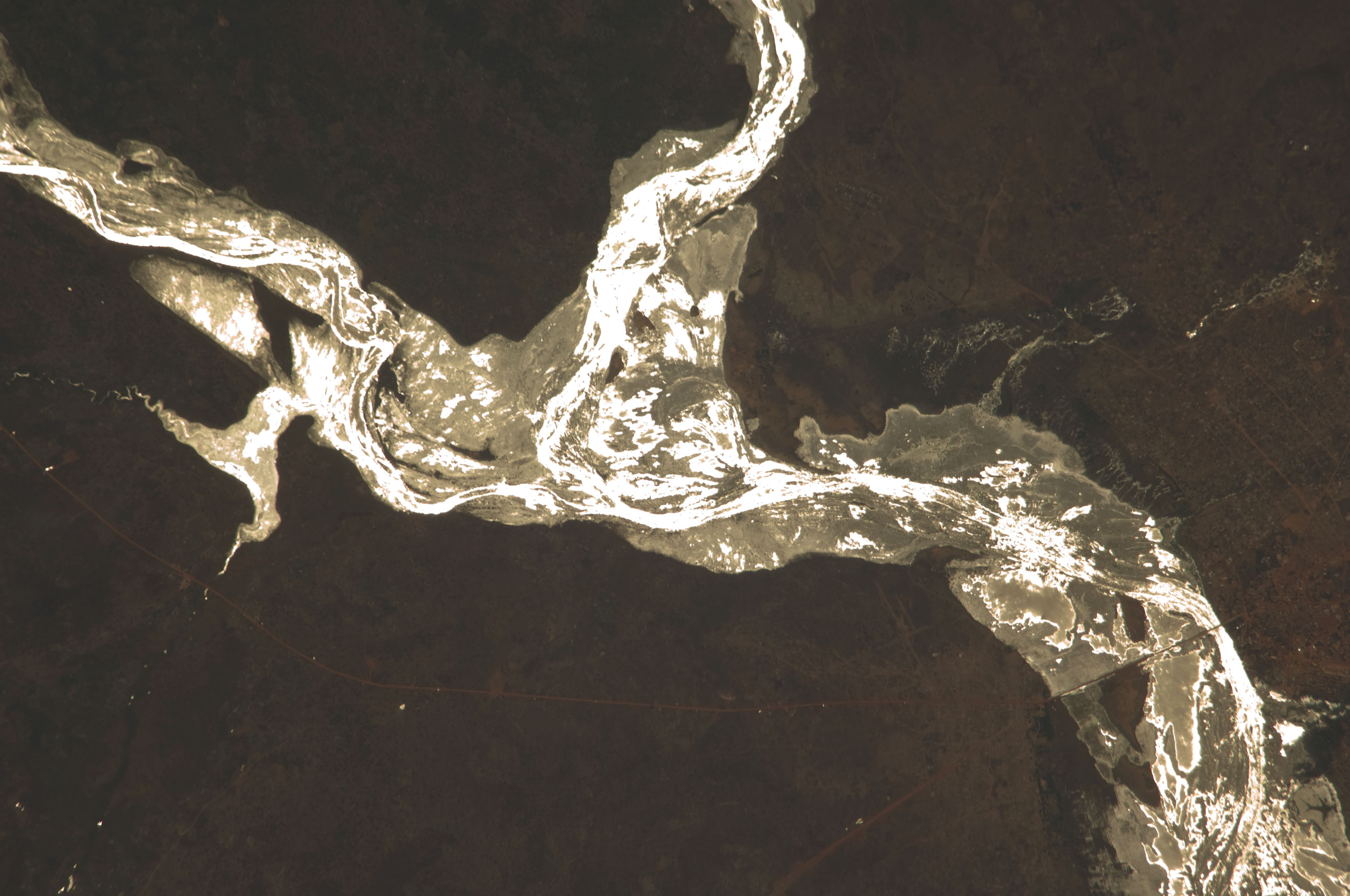

مقاطعة نهر الجور هي مقاطعة في ولاية غرب بحر الغزال بجمهورية جنوب السودان. تقع في الجزء الشرقي و الشمالي الشرقي من الولاية. تتكون مقاطعة نهر الجور من ست بيامات (وحدات إدارية) و هي: كانقي بيام،ودوشي بيام ، مريال واو بيام، واو باي بيام، روج روج دونق بيام،كواجينا بيام. تم اختيار قرية تدعى نياناكوك التي تقع على الضفة الشرقية لنهر الجور .
حسب التعداد السكاني لسنة 2008 تبلغ عدد سكانها 127,000 نسمة.